# Tonći Mrduljaš
Tonći Mrduljaš (18. rujna 1966.), bivši hrvatski nogometni vratar i nogometni trener. Njegov otac Stanko je također bio vratar.

## Karijera

### Igračka karijera
Karijeru je započeo u omladinskom pogonu splitskog Hajduka. S Hajdukom je postao juniorski prvak Jugoslavije u sezoni 1984./85. U sljedećoj je sezoni bio treći vratar prve momčadi kao stipendist Hajduka, a u petnaestak utakmica bio je i drugi vratar. Nakon toga odlazi na odsluženje vojnog roka, a potom početkom 1987. postaje vratar Zadra. U lipnju iste godine vraća se u Hajduk. U jesenskom dijelu sezone 1987./88. nastupa za Maribor (17 utakmica), a u proljetnom za Neretvu iz Metkovića.
Nakon Neretve nastupa za bugojansku Iskru gdje se zadržao do 1991. godine. U prvoj sezoni 1. HNL bio je vratar Dubrovnika. Tijekom 1993. bio je igrač pulske Istre, a potom Osijeka i Jadrana iz Tučepi. Početkom 1995. prelazi iz Jadrana u Solin.
U proljeće 1999. igra za Slogu iz Uskoplja.

### Trenerska karijera
Nakon igračke karijere bavio se trenerskim poslom. U iranskom Sepahan Isfahan bio je pomoćnik Bonačiću i Kranjčaru. U stožeru Zlatka Kranjčara bio je trener vratara iranske reprezentacije do 23 godine. S Bonačićem je radio i u Emiratima, u Al-Nasru.